# 旧图卢兹
旧图卢兹（法語：Vieille-Toulouse，法語發音：[vjɛj tuluz]）是法国上加龙省的一个市镇，属于图卢兹区。

## 地理
旧图卢兹（43°31'28"N, 1°26'47"E）面积5.53 平方千米，位于法国奧克西塔尼大區上加龙省，该省份为法国西南部内陆省份，西南端与西班牙接壤，自此顺时针与上比利牛斯省、热尔省、塔恩-加龙省、塔恩省、奥德省和阿列日省接壤。
与旧图卢兹接壤的市镇（或旧市镇、城区）包括：佩什比斯克、加龙河畔波尔泰、圖盧茲、维古莱-欧济勒。

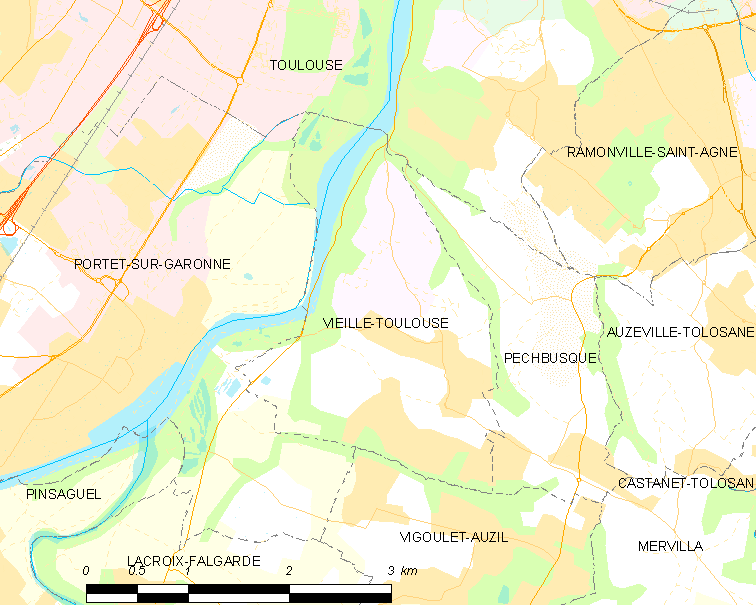
旧图卢兹的OSM定位图

旧图卢兹的时区为UTC+01:00、UTC+02:00（夏令时）。

## 行政
旧图卢兹的邮政编码为31320，INSEE市镇编码为31575。

## 政治
旧图卢兹所属的省级选区为卡斯塔内托洛桑县。

## 人口

1962-2008年间旧图卢兹人口变化图示

旧图卢兹于2022年1月1日时的人口数量为1224人。